# هیکارو کوبا
هیکارو کوبا (انگلیسی: Hikaru Kuba؛ زادهٔ ۹ آوریل ۱۹۹۰) بازیکن فوتبال اهل ژاپن است.
از باشگاه‌هایی که در آن بازی کرده‌است می‌توان به باشگاه فوتبال ناگویا گرامپوس اشاره کرد.